# Каменский спиртоводочный комбинат
Каменский спиртоводочный комбинат (укр. Кам’янський спиртогорілчаний комбінат) — предприятие в городе Каменка Каменского района Черкасской области Украины.

## История
Предприятие возникло в 1820 году как винокуренный завод помещика В. Л. Давыдова, на котором работали 16 местных крестьян.

### 1918—1991
В январе 1918 года в Каменке была установлена Советская власть и промышленные предприятия были национализированы. В дальнейшем, во время гражданской войны завод пострадал, поскольку Каменка оказалась в зоне боевых действий.
В марте 1919 года в Каменке прошли выборы в Совет рабочих и крестьянских депутатов, решением которого на сахарном заводе был создан фабрично-заводской комитет, который установил рабочий контроль над производством и ввёл 8-часовой рабочий день.
В марте 1920 года в Каменку был перенесён административный центр Чигиринского уезда, в мае здесь прошёл первый субботник, а 6—7 ноября 1920 года — партийная конференция (на которой рассматривались вопросы восстановления экономики), это ускорило восстановление завода.
На рубеже 1924—1925 гг. спиртзавод вновь начал работать на полную мощность.
В ходе боевых действий Великой Отечественной войны и немецкой оккупации (5 августа 1941 — 10 января 1944) спиртзавод серьёзно пострадал, при отступлении немецких войск немцы взорвали предприятие (были разрушены заводская котельная, машинное отделение, аппаратное отделение и дымовая труба), но уже в 1944 году началось его восстановление.
20 ноября 1946 года завод возобновил производство спирта, а уже в 1947 году произвёл сверх плана 73 тыс. декалитров.
В дальнейшем, во время семилетки и восьмой пятилетки завод был расширен и реконструирован.
В 1967 году был построен заводской клуб.
В целом, в советское время спиртовой завод входил в число крупнейших предприятий города.

### После 1991
После провозглашения независимости Украины завод перешёл в ведение государственного комитета пищевой промышленности Украины.
В марте 1995 года Верховная Рада Украины внесла спиртзавод в перечень предприятий, приватизация которых запрещена в связи с их общегосударственным значением.
После создания в июне 1996 года государственного концерна спиртовой и ликёро-водочной промышленности «Укрспирт», завод был передан в ведение концерна «Укрспирт».
В январе 2000 года Кабинет министров Украины разрешил Каменскому спиртоводочному комбинату производство компонентов для моторного топлива, в июле 2000 года была утверждена государственная программа «Этанол», предусматривавшая расширения использования этилового спирта в качестве энергоносителя, вместе с другими государственными спиртзаводами комбинат был включён в перечень исполнителей этой программы.
В июле 2010 года государственный концерн «Укрспирт» был преобразован в государственное предприятие «Укрспирт», комбинат остался в ведении ГП «Укрспирт».

## Современное состояние
Предприятие производит этиловый спирт для пищевой промышленности, технический спирт и водку.